# Spinetoli
Spinetoli là một đô thị ở tỉnh Ascoli Piceno ở vùng Marche, cách khoảng 80 km về phía nam của Ancona và khoảng 15 km về phía đông của Ascoli Piceno. Đến thời điểm ngày 31 tháng 12 năm 2004, đô thị này có dân số là 6.351 người và diện tích là 12,4 km².
Spinetoli giáp các đô thị: Ancarano, Castorano, Colli del Tronto, Controguerra, Monsampolo del Tronto, Offida.